# AIG Japan Open Tennis Championships 2008
AIG Japan Open Tennis Championships 2008 var en tennisturnering som spelades utomhus på hardcourt. Det var den 36:e upplagan av turneringen och den ingick i kategorin International Series Gold på ATP-touren, och Tier III på WTA-touren. Både herrarnas och damernas tävlingar spelades på Ariake Coliseum i Tokyo, Japan, mellan 29 september och 5 oktober 2008.

## Mästare

### Herrsingel
Tomáš Berdych besegrade  Juan Martin del Potro, 6–1, 6–4
- Det var Tomáš Berdychs första titel för säsongen och hans fjärde totalt.

### Damsingel
Caroline Wozniacki besegrade  Kaia Kanepi, 6–2, 3–6, 6–1
- Det var Caroline Wozniackis tredje titel för säsongen och totalt.

### Herrdubbel
Michail Juzjnyj /  Mischa Zverev besegrade  Lukas Dlouhy /  Leander Paes, 6–3, 6–4

### Damdubbel
Jill Craybas /  Marina Erakovic besegrade  Ayumi Morita /  Aiko Nakamura, 4–6, 7–5, 10–6